# Würzburg
Würzburg (česky zastarale Vircpurk) je město s postavením městského okresu (Kreisfreie Stadt) v bavorském vládním obvodě Dolní Franky (něm. Unterfranken). Je správním střediskem Dolních Frank a zemského okresu Würzburg. V současnosti má toto město na Mohanu, jež je jedním z 23 středisek Svobodného státu Bavorsko, přibližně 132 tisíc obyvatel, a tím je po Mnichově, Norimberku, Augsburgu, Řezně a Ingolstadtu na šestém místě mezi bavorskými velkoměsty.
Nejbližší větší města jsou Frankfurt nad Mohanem, asi 120 km severozápadně, Norimberk 115 km jihovýchodně a Stuttgart 140 km na jihozápad.
Město je biskupským sídlem katolické diecéze biskupství Würzburg. Je zde Univerzita Julia Maxmiliána Würzburg, zkráceně označována jako Univerzita Würzburg nebo jen JMU.
Světoznámá Würzburská rezidence se zámeckou zahradou a sídelním prostranstvím byla roku 1981 zařazena na seznam UNESCO – Světové kulturní dědictví.

## Geografie
Würzburg se rozkládá po obou stranách Mohanu ve střední Mohanské dolině (Maindreieck = Mohanský trojúhelník). Městu vévodí pevnost na Mariánské hoře (něm. Marienberg) na západní vyvýšenině jedné z třetihorních vápencových desek, do nichž se vryl Mohan.[zdroj?]

## Klima

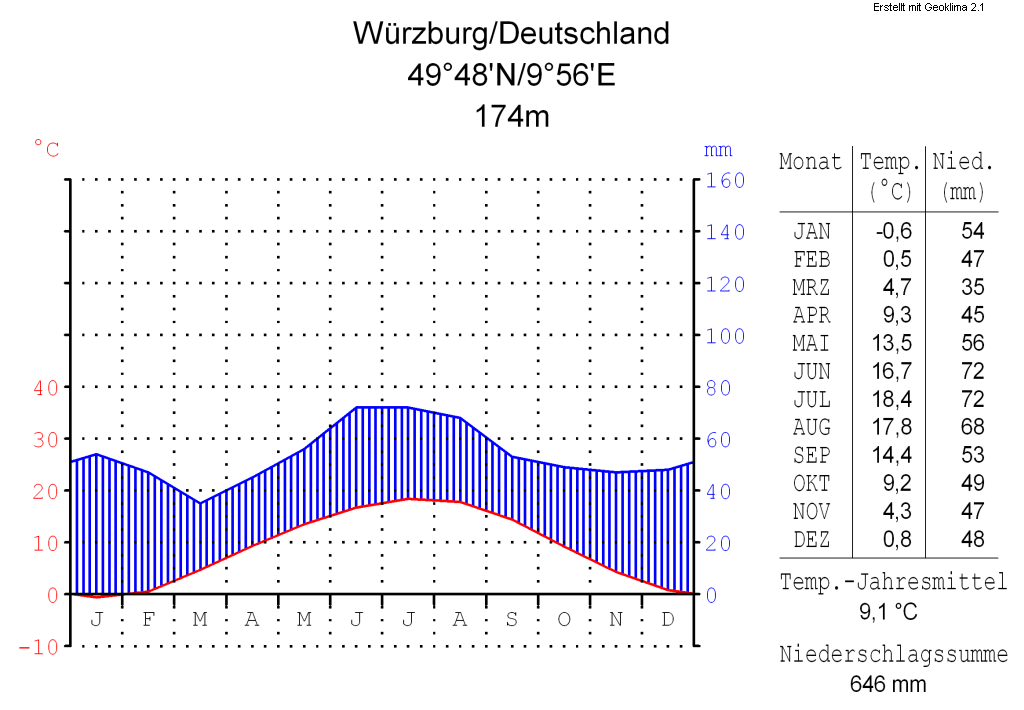
Klimadiagram Würzburgu

- Průměrná teplota – leden: +0,6 °C[zdroj?]
- Průměrná teplota – červenec: +18,4 °C[zdroj?]
- Průměrná roční teplota: +9,2°C[zdroj?]
- Nejvyšší naměřená teplota: +38,5 °C 28. července 1921[zdroj?]
- Nejnižší naměřená teplota: -24,0 °C 10. února 1956[zdroj?]

## Znak města
Znak města Würzburgu znázorňuje šikmo postavenou, vroubkovanou, červeně a zlatě čtvrcenou korouhev na stříbrné násadě kopí v černém poli. Městský prapor je červenožlutý s popsaným znakem.[zdroj?]
Korouhev jako místní znak se objevuje již od druhé třetiny 16. století. Jedná se přitom o prapor starého vévodství Franky, ovšem v jiném barevném provedení. Kromě toho nebyl vévodský prapor čtvrcený. Od roku 1570 je korouhev bez výjimky používána též jako motiv pečetí a razítek městských úřadů.[zdroj?]

## Dějiny města

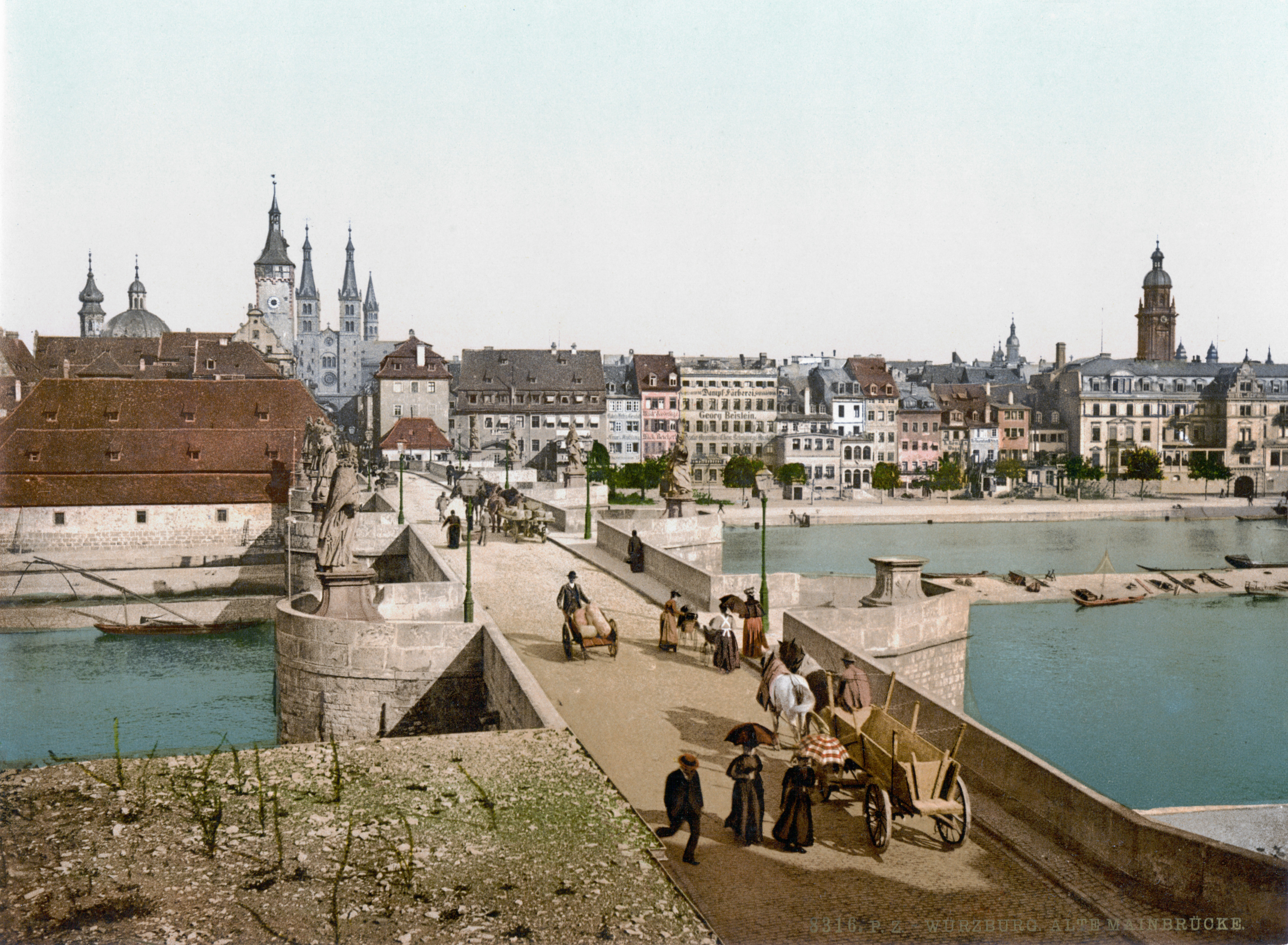
Mohanský most (okolo 1900)

- Kolem roku 1000 př. n. l. je doloženo keltské opevnění na Marienbergu, jehož pozdější osídlení bývá na základě archeologických nálezů, ale bez historických dokladů, ztotožňováno s antickým římským městem Segodunum.[zdroj?]
- Snad již od 4. století, ale jistě během 5. století v období stěhování národů území osidlují Alamani, v průběhu 6. až 7. století zde sídlí Frankové, šlechta merovejské říše.[zdroj?] V roce 630 svěřil franský král Dagobert tuto oblast vévodovi Radulfovi, který ve Würzburgu založil své sídlo.[5]
- V letech 685 až 689 zde tři iro-skotští benediktini, biskup Kilián a jeho doprovod Kolonat a Totnan vykonali křesťanskou misii. Podle legendy Passio minor zde Kilián roku 689 zemřel mučednickou smrtí, sťat mečem.[zdroj?]
- 1. května 704 první písemná zmínka o Würzburgu v pramenech: darovací listina knížete Hedona II. biskupu Willibrordovi byla vystavena „in castello Virteburch“.[zdroj?]
- 741 nebo 742 se předpokládá založení würzburského biskupství v čele s biskupem Burkardem.[zdroj?]
- V 11. století se jedna ze stříbrných mincí, ražených ve Würzburgu, dostala až na Faerské ostrovy, jako součást tzv. pokladu ze Sanduru.[zdroj?]
- 1127 se zde konal první rytířský turnaj na německé půdě.[zdroj?]
- 1156 svatba římského císaře Fridricha I. Barbarossy s Beatrix Burgundskou, dcerou hraběte Renauda III.[zdroj?]
- 1168 investitura tehdejšího biskupa Herolda s Jeho vévodskou důstojností prostřednictvím Fridricha I. Barbarossy na würzburském říšském sněmu. Biskupové města se mohli do budoucna označovat titulem „kníže-biskup“ a titulem „vévoda ve Frankách“.[zdroj?]
- 1402 biskup Johann von Egloffstein založil würzburskou univerzitu[6]
- 1476 první kacířský proces a upálení Hanse Böhma[zdroj?]
- 1525 za Německé selské války byla neúspěšně obléhána pevnost Marienberg. Vzbouření sedláci utrpěli těžkou porážku před branami města Würzburgu.[zdroj?]
- 1573–1617 městu vládne kníže-biskup Julius Echter z Mespelbrunnu[zdroj?]
- 1582 znovuzaložení univerzity ve Würzburgu[6]
- 1626–1630 Würzburg se stal střediskem pronásledování čarodějnic. V době čarodějnických procesů se za vlády würzburského knížecího biskupa Filipa Adolfa z Ehrenbergu konaly procesy ve velkém měřítku. Mezi lety 1626 a 1630 dosáhly svého vrcholu. V diecézi uhořelo asi 900 „čarodějnic“, v samotném městě Würzburg na 200.[zdroj?]

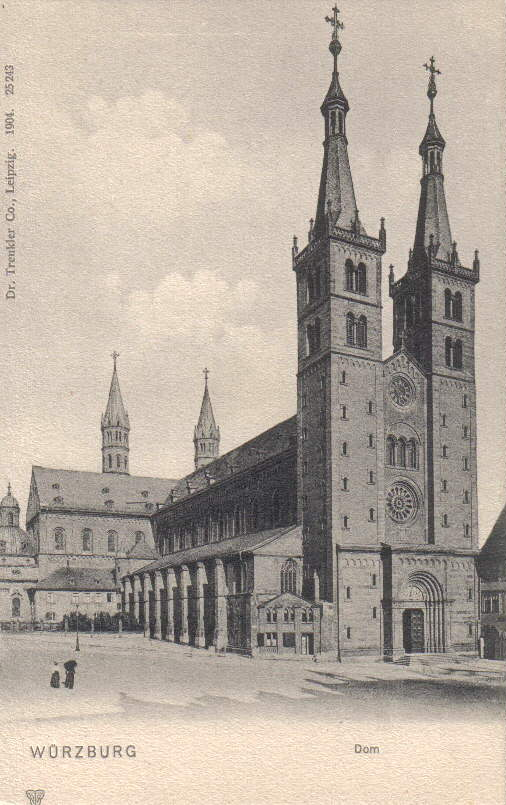
Würzburský dóm (1904)

- 1631 dobytí města švédským králem Gustavem Adolfem.[zdroj?]
- 1720–1744 výstavba biskupské rezidence.[zdroj?]
- 1803 výnosem „Reichsdeputationshauptschluss“ město a území biskupství Würzburg připadlo Kurfiřtství bavorskému.[zdroj?]
- 1805 Ferdinand III. Toskánský z toskánské vedlejší linie rodu Habsburků byl jmenován velkovévodou würzburským.[zdroj?]
- 1814 Würzburg byl připojen opět k Bavorsku a současně byl přímo podřízen vládě (později byl prohlášen svobodným krajským městem); kromě toho bylo město sídlem správního obvodu, z něhož později vznikl zemský okres Würzburg. Město se prakticky stalo vedlejším sídlem bavorského královského domu. Roku 1821 se ve Würzburgu narodil princ Luitpold, pozdější princ regent Luitpold Bavorský.[zdroj?]
- 1817 Würzburg se stal hlavním městem okresu Dolní Mohan (Untermainkreis), jenž byl od roku 1837 označován jako Dolní Franky (Unterfranken).[zdroj?]
- 1895 Wilhelm Conrad Röntgen objevil záření pojmenované po něm (rentgenové záření).[zdroj?]
- 1934 Würzburg se stal velkoměstem.[zdroj?]
- 16. březen 1945, würzburský osudný den: při sedmnáctiminutovém bombardování letky Royal Air Force přišlo o život přes 5 000 lidí. Centrum města bylo z devadesáti procent zničeno.[zdroj?]
- 1990 Bavorská zemská zahradnická výstava ve Würzburgu.[zdroj?]
- 2004 oslava 1300letého městského jubilea.[zdroj?]

## Členění města
| Městský obvod          | Počet obyvatel       |
| ---------------------- | -------------------- |
| Centrum                | 18 924               |
| Frauenland             | 18 007               |
| Sanderau               | 14 150               |
| Heuchelhof-Rottenbauer | 12 390               |
| Zellerau               | 11 243               |
| Lengfeld               | 11 234               |
| Heidingsfeld           | 10 195               |
| Grombühl               | 9696                 |
| Versbach               | 6921                 |
| Dürrbachtal            | 6840                 |
| Lindleinsmühle         | 6283                 |
| Steinbachtal           | 4763                 |
| Würzburg               | 129 628 (31.12.2005) |

Následující někdejší samostatná města a obce byla k Würzburgu přičleněna:
- 1. ledna 1930: Město Heidingsfeld s částmi Heidingsfeld, Heuchelhof, Vogelshof a Zwickerleinshof
- 1. ledna 1974: Obec Rottenbauer
- 1. července 1976: Z obce Oberdürrbach části Oberdürrbach, Schafhof a Ziegelhütte
- 1. července 1976: Obec Unterdürrbach
- 1. ledna 1978: Obec Lengfeld s částmi Holzmühle, Pilziggrund, Riedmühle a Rosenmühle
- 1. ledna 1978: Obec Versbach s částmi Herrnmühle, Schäfermühle a Straubmühle
- 1. května 1978: Z obce Höchberg část Steinbachtal

Území města Würzburgu je dnes rozděleno do 13 městských obvodů, které se dále člení celkem na 25 městských částí. Městské obvody i části jsou nepřetržitě číslovány. V následujícím přehledu jsou městské části seřazeny podle svých 13 obvodů:
| 01 Altstadt - Dom (01) - Neumünster (02) - Peter (03) - Innere Pleich (04) - Haug (05) - Äußere Pleich (06) - Rennweg (09) - Mainviertel (17) | 02 Zellerau - Zellerau (18) 03 Dürrbachtal - Dürrbachau (07) - Unterdürrbach (22) - Oberdürrbach (23) 04 Grombühl - Grombühl (08) 05 Lindleinsmühle - Lindleinsmühle (19) | 06 Frauenland - Mönchberg (10) - Frauenland (11) - Keesburg (12) 07 Sanderau - Sanderau (13) 08 Heidingsfeld - Heidingsfeld (14) 09 Heuchelhof - Heuchelhof (20) | 10 Steinbachtal - Steinbachtal (15) - Nikolausberg (16) 11 Versbach - Versbach (24) 12 Lengfeld - Lengfeld (25) 13 Rottenbauer - Rottenbauer (21) |

## Územní plánování
Würzburg je střediskem plánovacího území Würzburg, k němuž náležejí svobodné okresní město Würzburg a zemské okresy Kitzingen, Mohan-Spessart a Würzburg. K středisku Würzburg jsou přiděleny obce: Kitzingen, Karlstadt, Lohr nad Mohanem, Marktheidenfeld a Ochsenfurt.[zdroj?]
Následující města a obce hraničí s městem Würzburg. Jsou jmenovány v pořadí podle směru hodinových ručiček, počínaje od severu. Všechny patří do okresu Würzburg:
Veitshöchheim, Güntersleben, Rimpar, Estenfeld, Rottendorf, Gerbrunn, Randersacker, Eibelstadt, Reichenberg, Eisingen, Höchberg, Waldbüttelbrunn a Zell am Main.

## Pamětihodnosti
- Würzburská rezidence – barokní palác würzburských knížat-biskupů, památka UNESCO[4]
- Pevnost Marienberg – původní knížecí sídlo, středověká pevnost přestavěná v 16.–17. století
- Starý mohanský most – kamenný obloukový most s barokními sochami připomínající pražský Karlův most
- Katedrála svatého Kiliána – založená svatým Brunem v 11. století, románská bazilika, sídlo würzburské diecéze

Würzburg
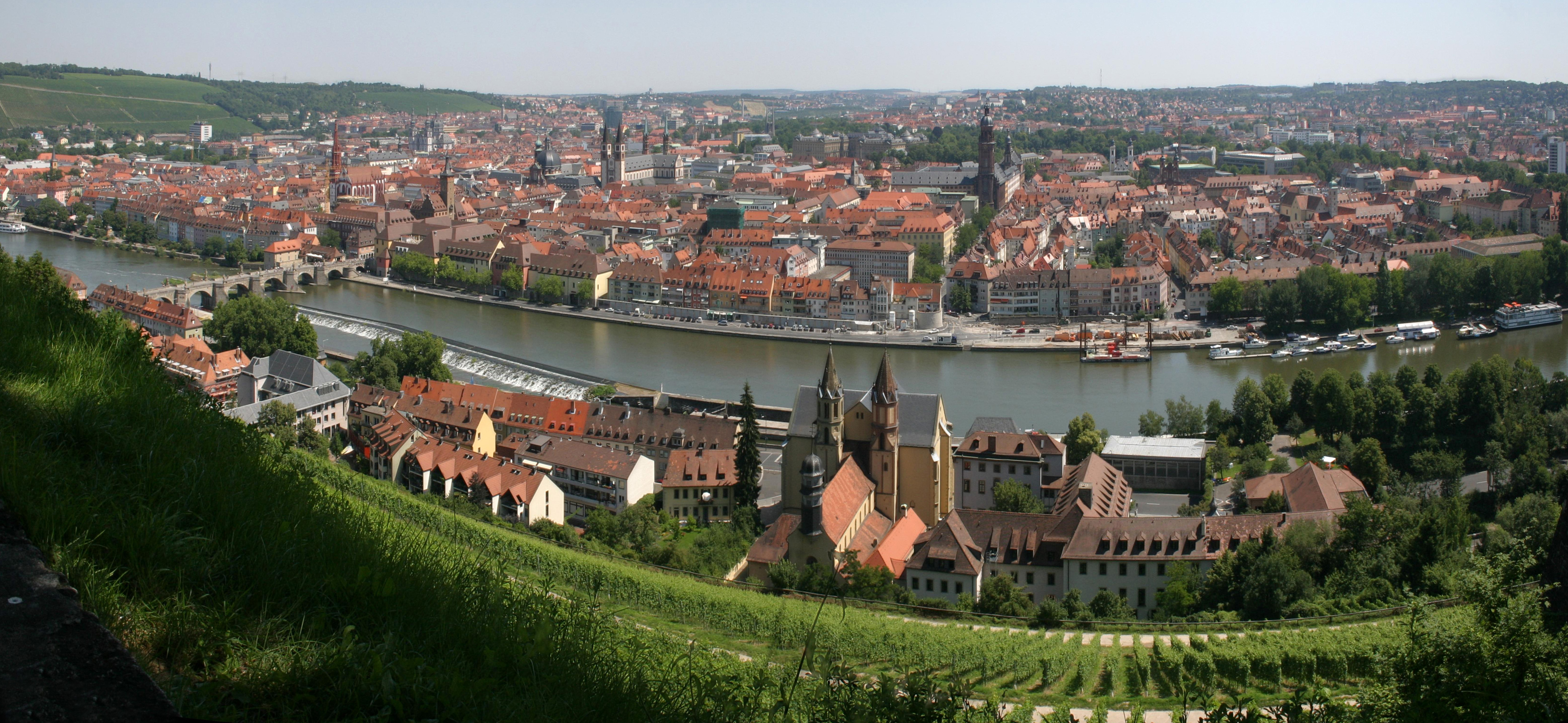
Würzburg
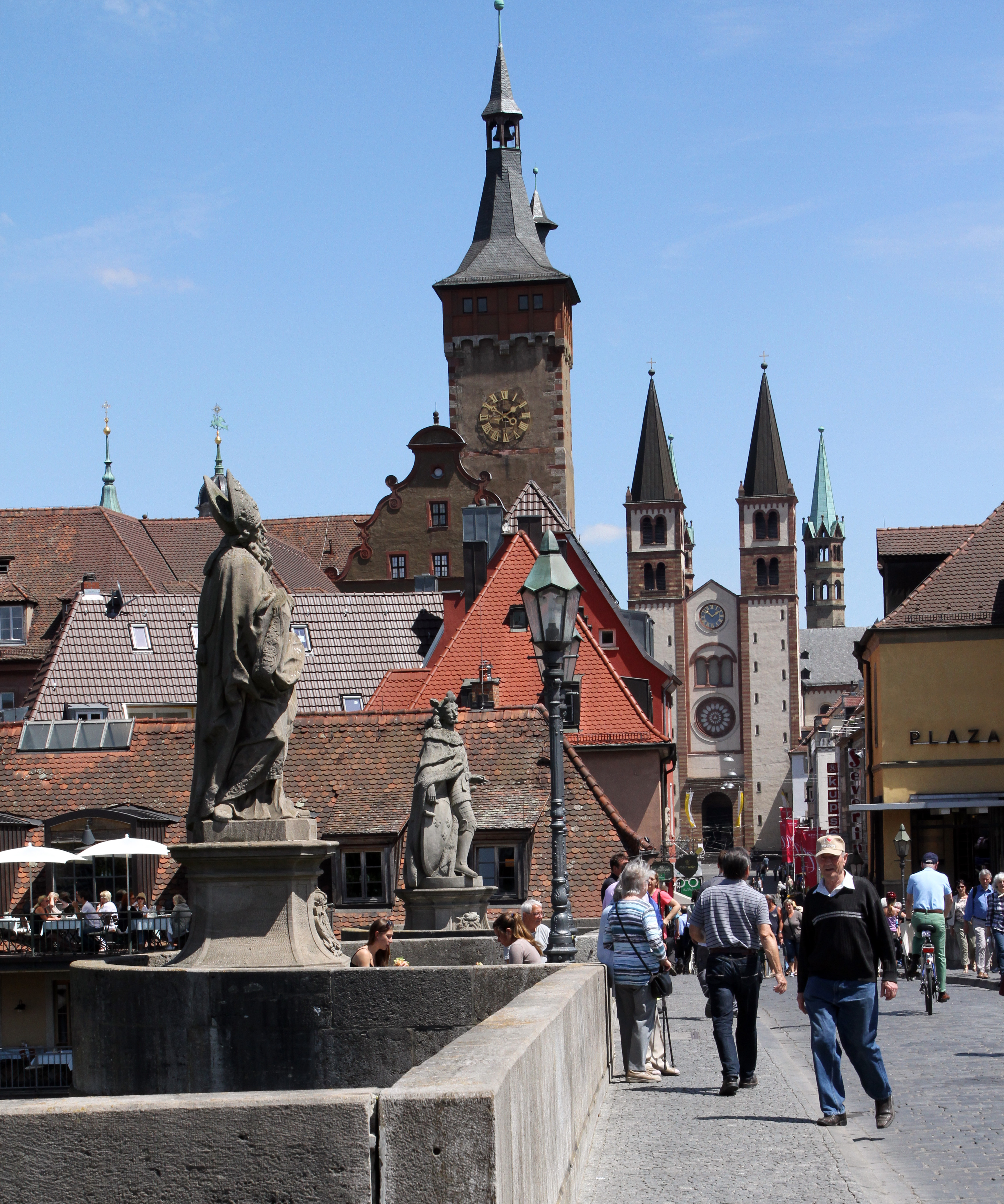
Starý mohanský most
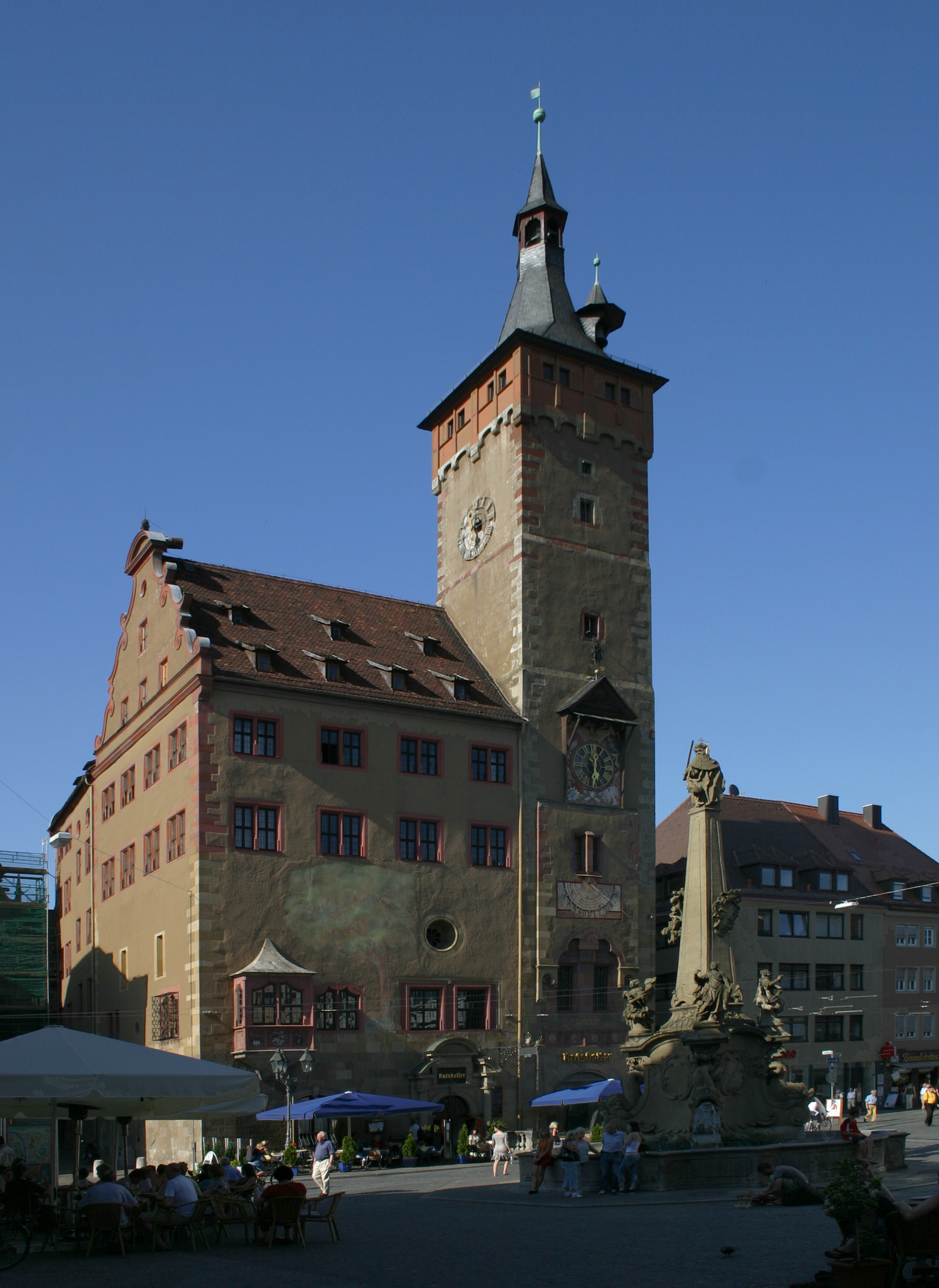
Staroměstská radnice
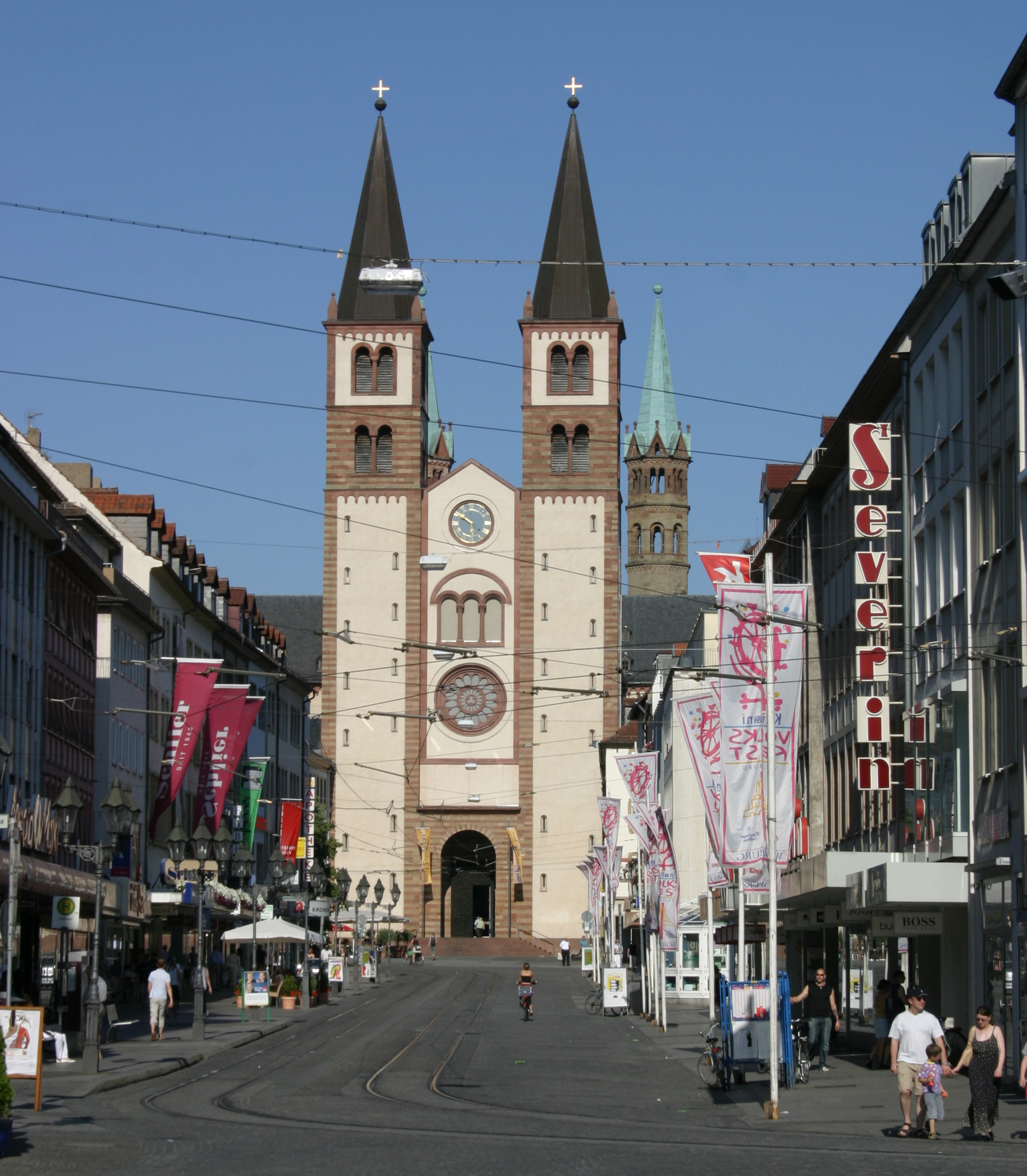
Katedrála svatého Kiliána
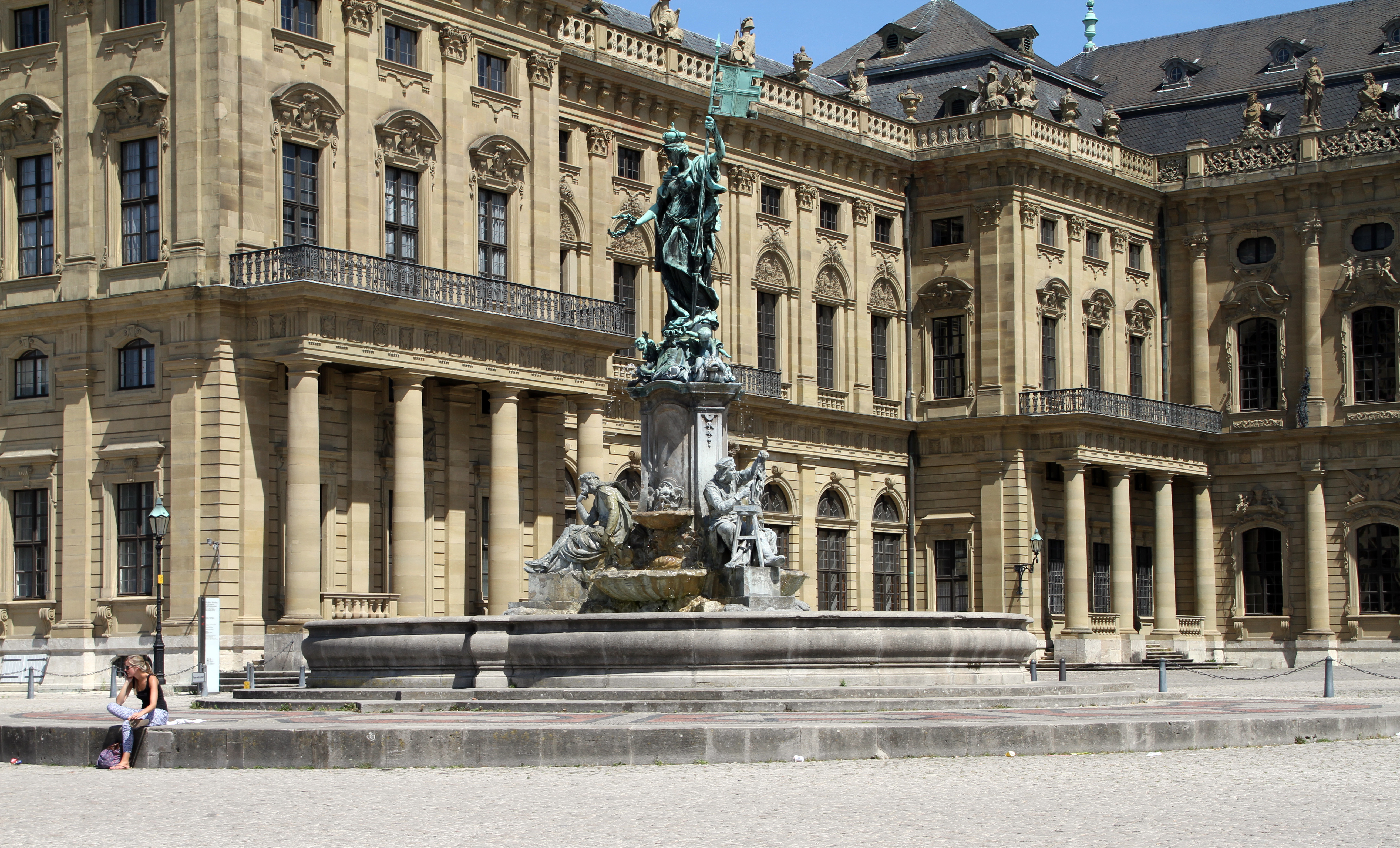
Würzburská rezidence
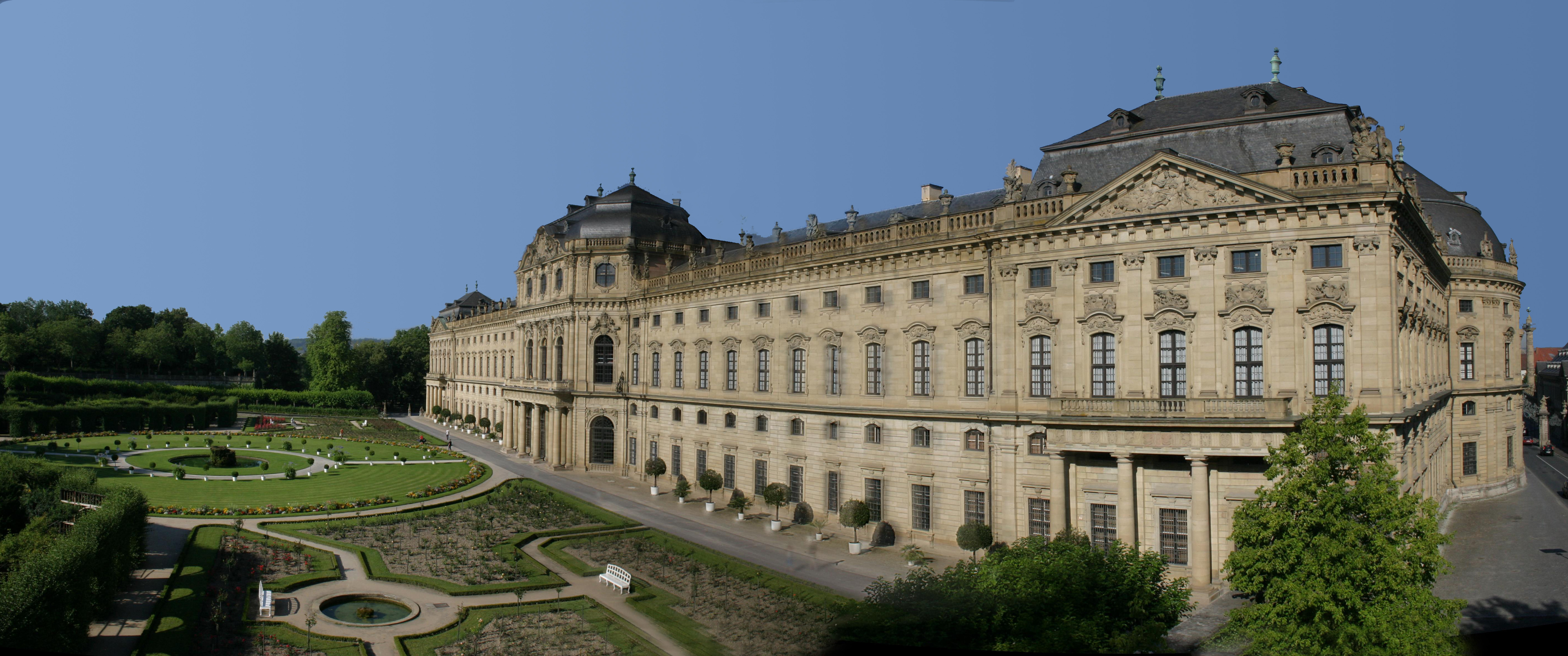
Würzburská rezidence
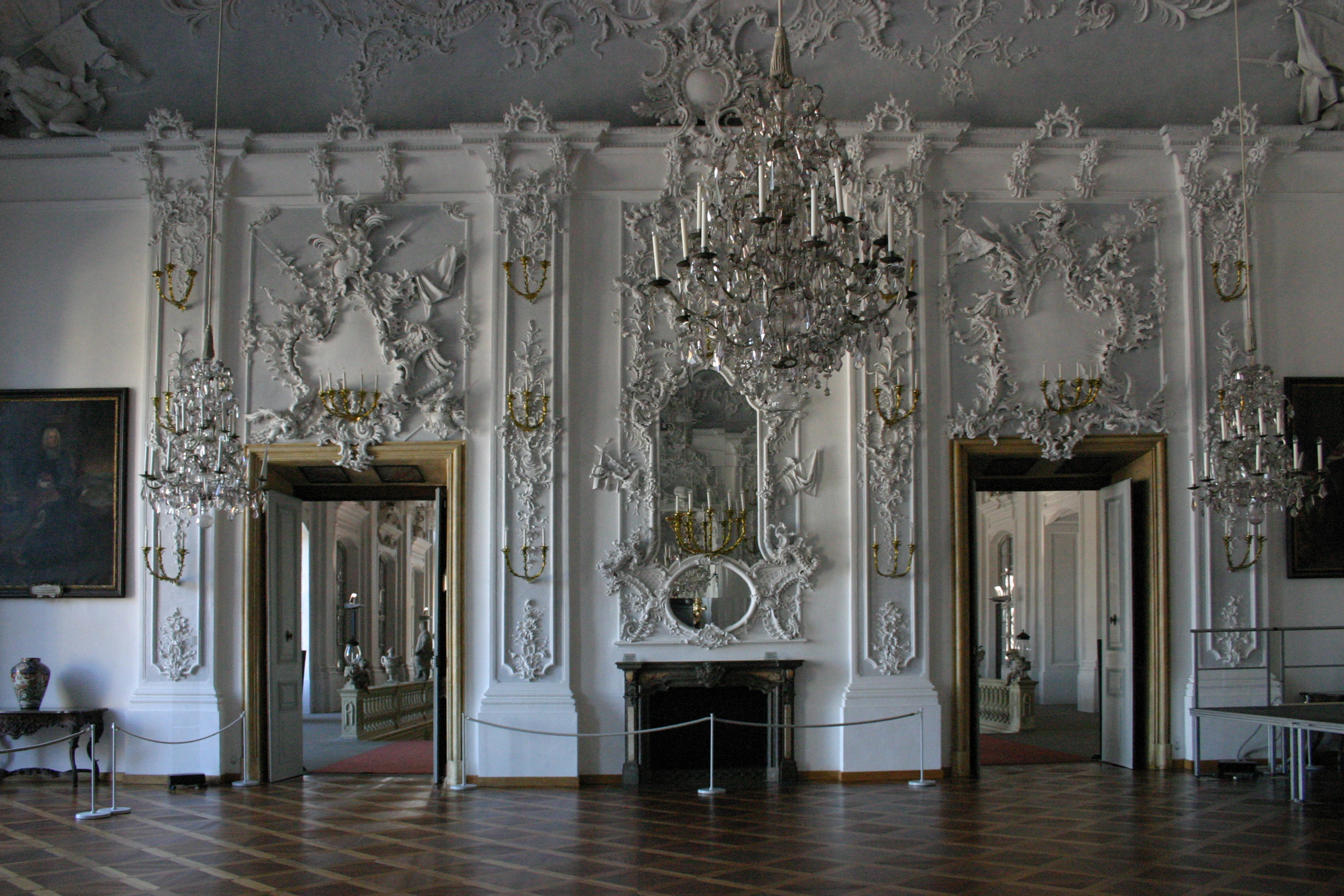
Würzburská rezidence
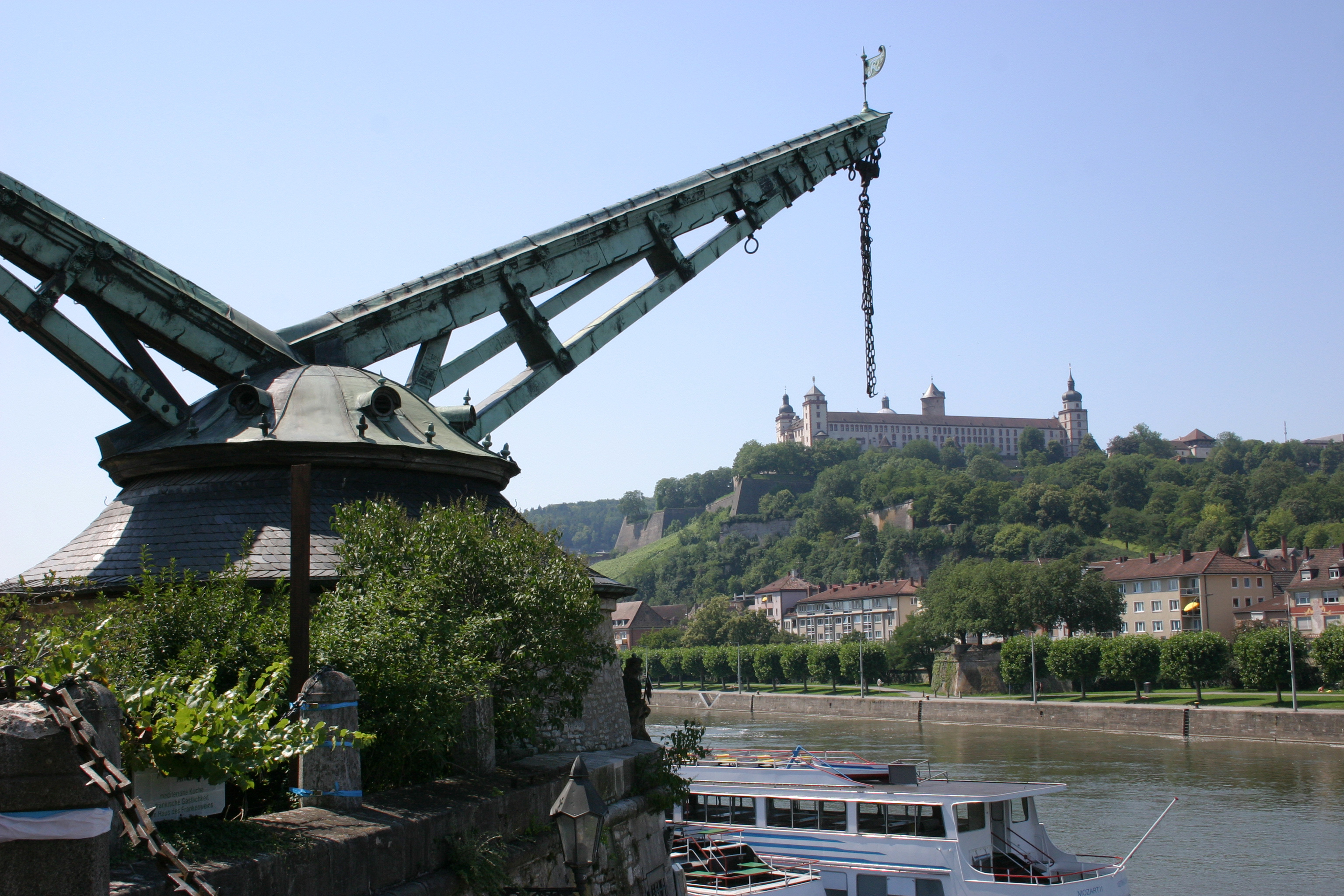
Starý jeřáb a pevnost Marienberg
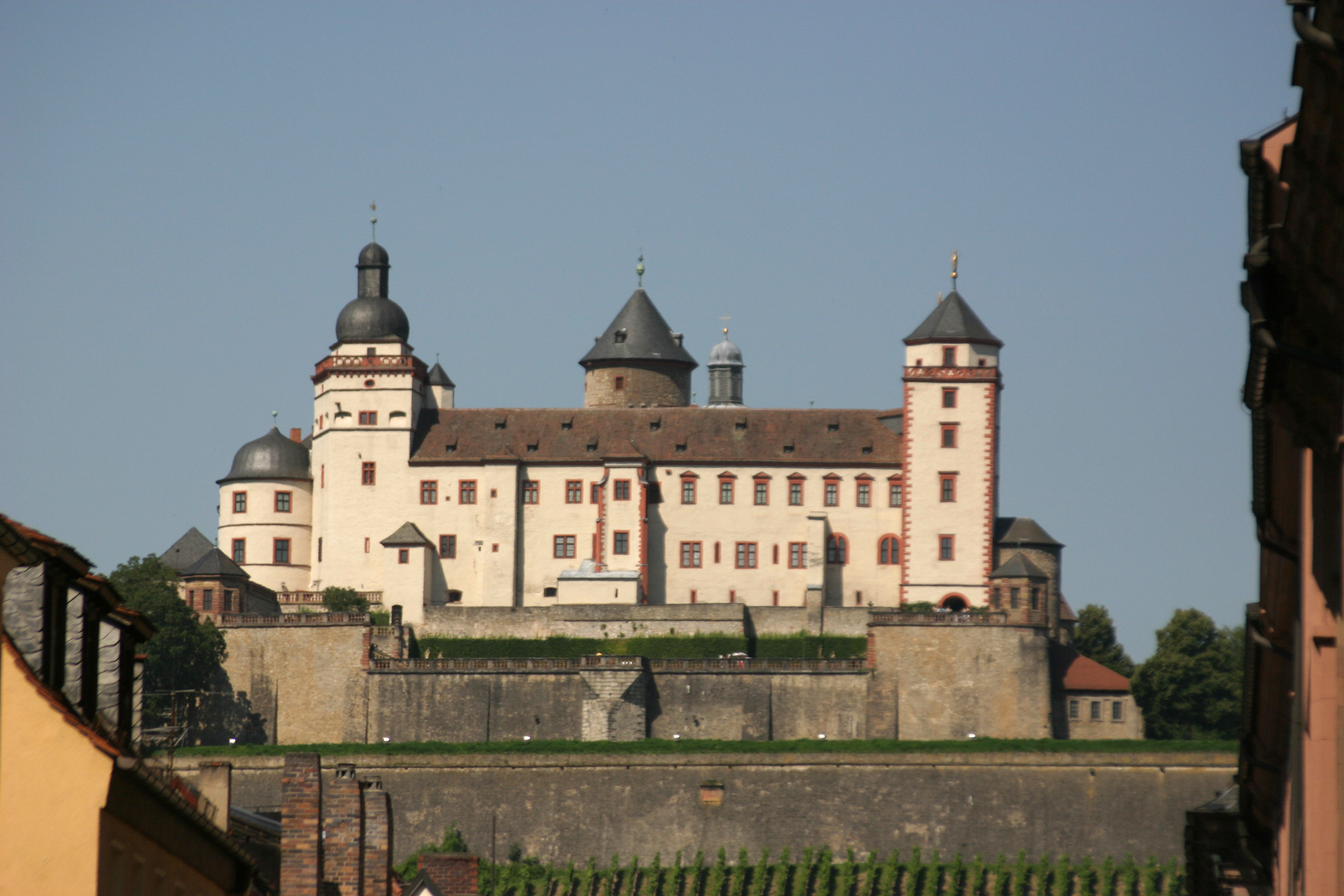
Pevnost Marienberg
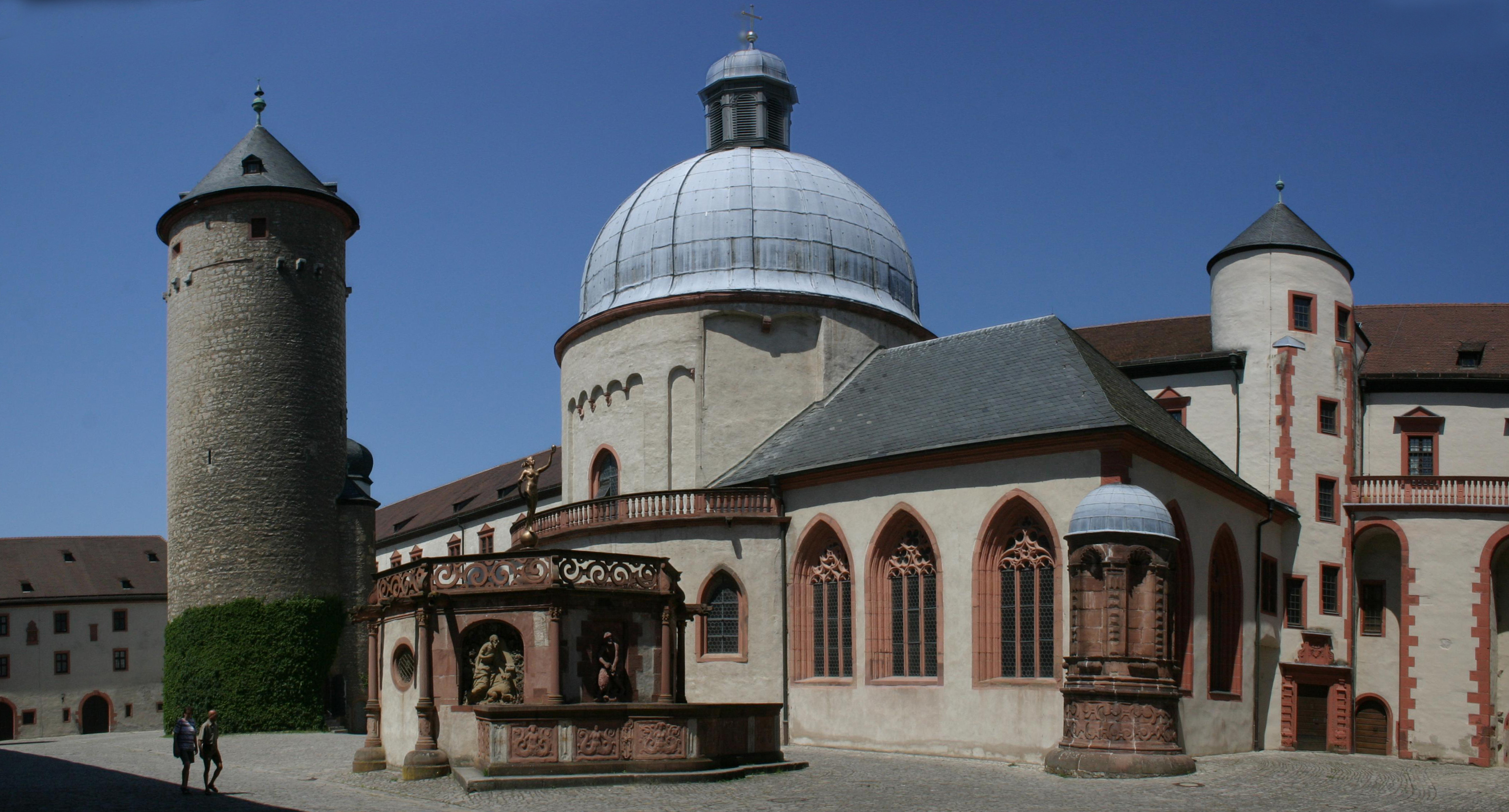
Pevnost Marienberg
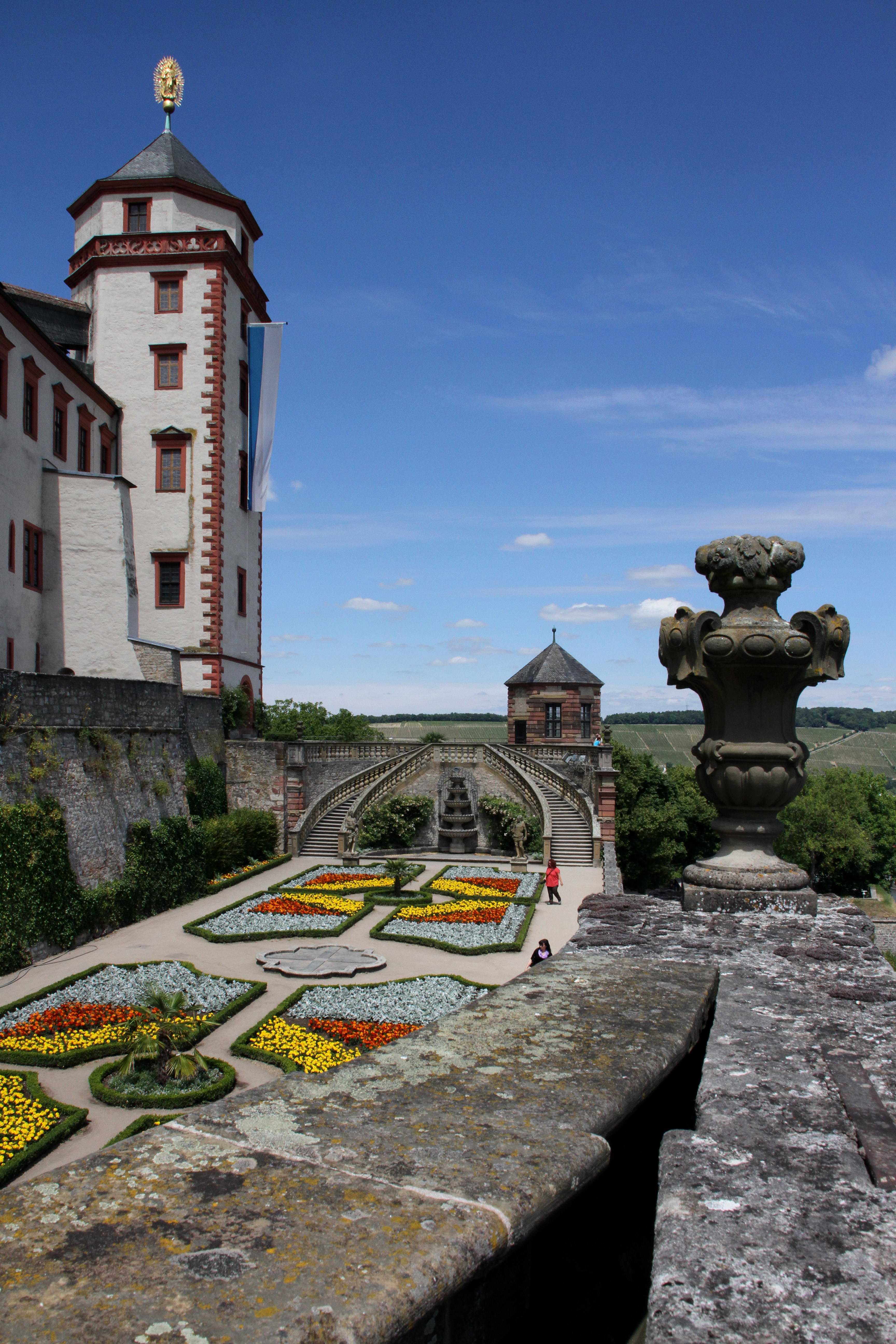
Pevnost Marienberg

## Osobnosti
- Walther von der Vogelweide (cca 1170 – cca 1230), německý lyrický básník a pěvec, jedna z největších postav německého minnesängu, hostem také na královském dvoře Přemyslovců
- Matthias Grünewald (1475 nebo 1480 – 1528), německý malíř
- Tilman Riemenschneider (cca 1460 – 7. července 1531 Würzburg), vůdčí sochař a řezbář pozdní gotiky
- Balthasar Neumann (1687–1753), německý barokní architekt
- Anna Ottendorfer (1815–1884), filantropka a vydavatelka
- Wilhelm Conrad Röntgen (1845–1923), německý fyzik, objevitel rentgenového záření, nositel první Nobelovy ceny za fyziku
- Lilli Lehmann (1848–1929), německá operní zpěvačka (soprán) a pěvecká pedagožka
- Hermann Emil Fischer (1852–1919), německý chemik, nositel Nobelovy ceny
- Leonhard Frank (1882–1961), německý spisovatel
- Oswald Külpe (1862–1915), německý psycholog
- Alfred Jodl (1890–1946), německý generál, náčelník operačního štábu německých ozbrojených sil (OKW) za druhé světové války a nejbližší Hitlerův vojenský poradce
- Oskar Dirlewanger (1895–1945), německý důstojník Waffen SS
- Albert Renger-Patzsch (1897–1966), německý fotograf
- Werner Karl Heisenberg (1901–1976), německý teoretický fyzik, nositel Nobelovy ceny, spoluzakladatel kvantové mechaniky
- Jehuda Amichai (1924–2000), izraelsko-německý básník
- Regina Sasko-Meiningenská (1925–2010), princezna von Sachsen-Meiningen, manželka Oty Habsburského
- Klaus von Klitzing (* 1943), německý fyzik, nositel Nobelovy ceny
- Dirk Nowitzki (* 1978), basketbalista v NBA (Dallas Mavericks)

## Partnerská města
- Bray, Irsko (1999)
- Caen, Francie (1962)
- Dundee, Spojené království (1962)
- Mwanza, Tanzanie (1966)
- Ócu, Japonsko (1979)
- Rochester, Spojené státy americké (1964)
- Salamanca, Španělsko (1980)
- Suhl, Německo (1988)
- Trutnov, Česko (2008), styky od 1956
- Umeå, Švédsko (1992)